# فهرست توپچی‌باشی‌ها
توپچی‌باشی ("رئیس توپچی ها") فرمانده توپخانه سپاه امپراتوری صفوی بود. او مسئول توپخانه و مواد مورد نیاز در رابطه با قطعات توپخانه هم بود. توپچی باشی تعدادی خدمه نیز داشت و علاوه بر آن‌ها چندین رده از او پائین‌تر هم زیر نظر او بودند. اصطلاح توپچی باشی برای تمیز دادن فرمانده‌های توپخانه‌های شهرها و ولایات دیگر در امپراتوری نیز به کار برده می‌شد.

## فهرست توپچی‌باشی‌ها

### سلطنتاسماعیل یکم
- حمزه بیگ (۱۵۰۷)
- محمود بیگ (۱۵۱۶)

### سلطنتطهماسب یکم
- استاد شیخی بیگ (۱۵۲۸–۱۵۲۹)
- شیخ علی (۱۵۳۸–۱۵۳۹)
- درویش بیگ (۱۵۵۱–۱۵۵۲)
- سلیمان بیگ (۱۵۵۶–۱۵۵۷)

### سلطنتمحمد خدابندن
- مراد خان (۱۵۸۰–۱۵۸۱)

### سلطنتعباس یکم
- غریچی خان (1605-1606)[الف]
- برخوردار بیگ

### سلطنتصفی
- مرتضیقلی بیگ (1637-1638)[ب]
- مراد بیگ (۱۶۴۲)

### سلطنتعباس دوم
- مراد بیگ (۱۶۴۲)
- محمد بیگ (۱۶۴۹)
- حسینقلی خان (1655)[پ]
- قلندر سلطان چوله چغتای (1660-1661)[ت]

### سلطنتسلیمان یکم
- نجفقلی بیگ (1669-1679)[ث]
- محمد حسین بیگ (۱۶۷۹-?)
- موسی بیگ (۱۶۹۲)
- عبدالرزاق بیگ (۱۶۹۳–۱۶۹۵)

### سلطنتسلطان حسین
- عبدالرزاق بیگ (۱۶۹۳–۱۶۹۵)
- عبدی آقا (۱۶۹۷–۱۶۹۸)
- علیقلی خان (۱۷۱۱–۱۷۱۴)
- محبعلی خان (1716-1721)[ج]
- احمد خان (۱۷۲۱)
- محمد علی خان (1722)[چ]
- پسر او (1722)[ح]

### سلطنتطهماسب دوم
- امین خان (۱۷۲۸–۱۷۲۹)
- طاهر بیگ (۱۷۳۰–۱۷۳۱)
- محمدقلی خان (۱۷۳۱–۱۷۳۲)
- یار بیگ خان (۱۷۳۲)

### سلطنتعباس سوم
- یار بیگ خان (۱۷۳۲)
- مهدی خان (۱۷۳۳)

## یادداشت
1. ↑  او یکی از غلامن صفوی بود که ایتاد به شغل قیچیگری (خیاطی) مشغول بود و بعدها مقامی یافت.
2. ↑  پسر برخوردار.
3. ↑  پس اژ مرگ حسینقلی خان، شاه عباس دوم شخص دیگری را به این مقام منصوب نکرد و جبه دارباشی موقتاً این مقام را بدست آورد. فلور معتقد است پس از این دوره این مقام شاید بدون صاحب منصب ماند.
4. ↑  او جبه دار بود که نقش توپچی باشی نیز بود.
5. ↑  او رکابدار نیز بود.
6. ↑  او در جنگ گلون‌آباد کشته به سال ۱۷۲۲.
7. ↑  فرزند اسلمس بیگ.
8. ↑  پس از خروج محمدعلی خان از اصفهان پسر ده سالهٔ او به این منصب گماشته شد.